# Черново (Кизнерский район)
Черново — деревня в Кизнерском районе Удмуртии, входит в Кизнерское сельское поселение.

## История
В 1964 г. Указом Президиума ВС РСФСР выселок Новая Лака и Новая Синярка, фактически слившихся в единый населенный пункт объединены в деревнюЧерново.

## Население
| 2010 | 2012 | 2015 |
| ---- | ---- | ---- |
| 10   | ↗11  | →11  |